# Борзовы
Борзовы — дворянский род.
Существует два старинных дворянских русских рода Борзовых.
Родоначальником одного из них является Алексей-Дружина Борзов, владевший в 1659 году поместьем в Симбирском уезде, служивший по Симбирску в детях боярских и убитый Разиным в 1670 году в сражении под Белым Яром, когда он был уже станичным головой. Подьячий Родион Борзов воевода в Костроме в 1651-1653 годах.
Потомки, Иван Карпович, коллежский секретарь при генерал-прокуроре и Гаврила Карпович, секретарь Санкт-Петербургской казённой палаты, жалованы 23 декабря 1786 года дипломом в подтверждение потомственного дворянского Всероссийской империи достоинства (по прошению от 23 ноября 1786 года) («Гербовник», I, 81).
Другой старинный род Борзовых восходит ко второй половине XVII века и, как более многочисленный, записан по губерниям: Могилёвской, Калужской, Московской и Саратовской.
Борзов, майор лейб-гренадёрского полка погиб в битве при Лубине, Гедеонове, Колодне, Строгани и Заболотья 07 августа 1812 года. Его имя занесено на стену Храма Христа Спасителя.

## Описание герба
Щит разделён на две части: в верхней части в красном поле золотые лук и меч, положенные крестообразно; а в нижней в зелёном поле собака белого цвета.
Щит увенчан обыкновенным дворянским шлемом со страусовыми перьями. Намёт на шит зелёный, подложенный золотом. Герб рода Борзовых внесён в часть 1 Общего гербовника дворянских родов Всероссийской империи, страница 81.